# Mihail Boriszovics Golant
Mihail Boriszovics Golant (orosz: Михаил Борисович Голант; 1923. február 3. – 2001. február 7.) szovjet és orosz tudós és mérnök. Legismertebb szovjet vezetőtervezője a záró-hullámú oszcillátornak, más néven carcinotronnak, amely egy széles elektronikus tartományban hangolható oszcillátor, vákuumcső. Elnyerte a Lenin-díjat, a Szovjetunió Állami Díját, valamint az Oroszországi Föderációért Állami Díjat. Dolgozott Nyikolaj Gyevjatkovval az EHF-terápiával kapcsolatos kutatásaiban.

## Élete és munkássága

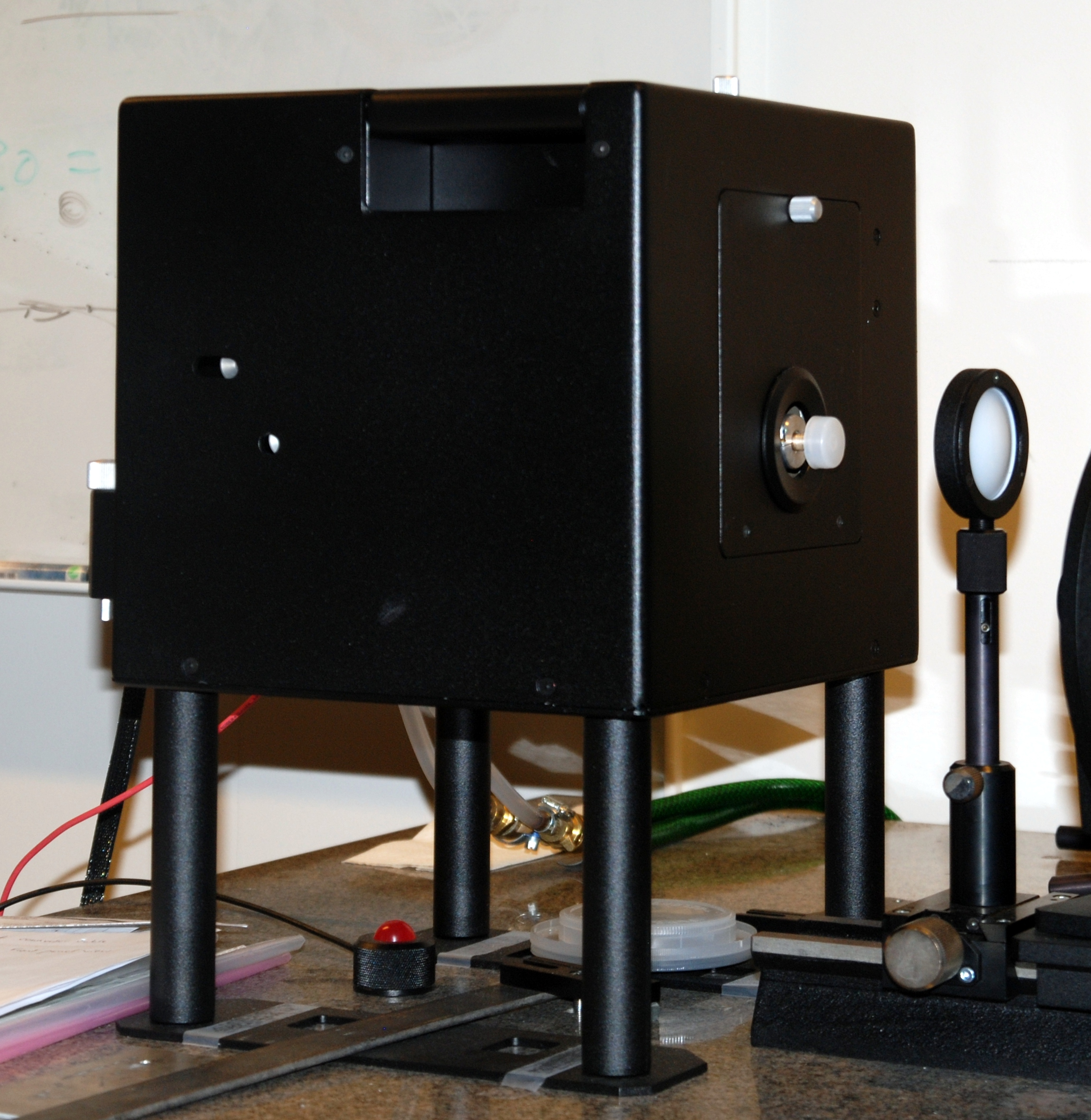
Záró-hullámú oszcillátor a Stockholmi Egyetemen terahertz hullámok előállításához.

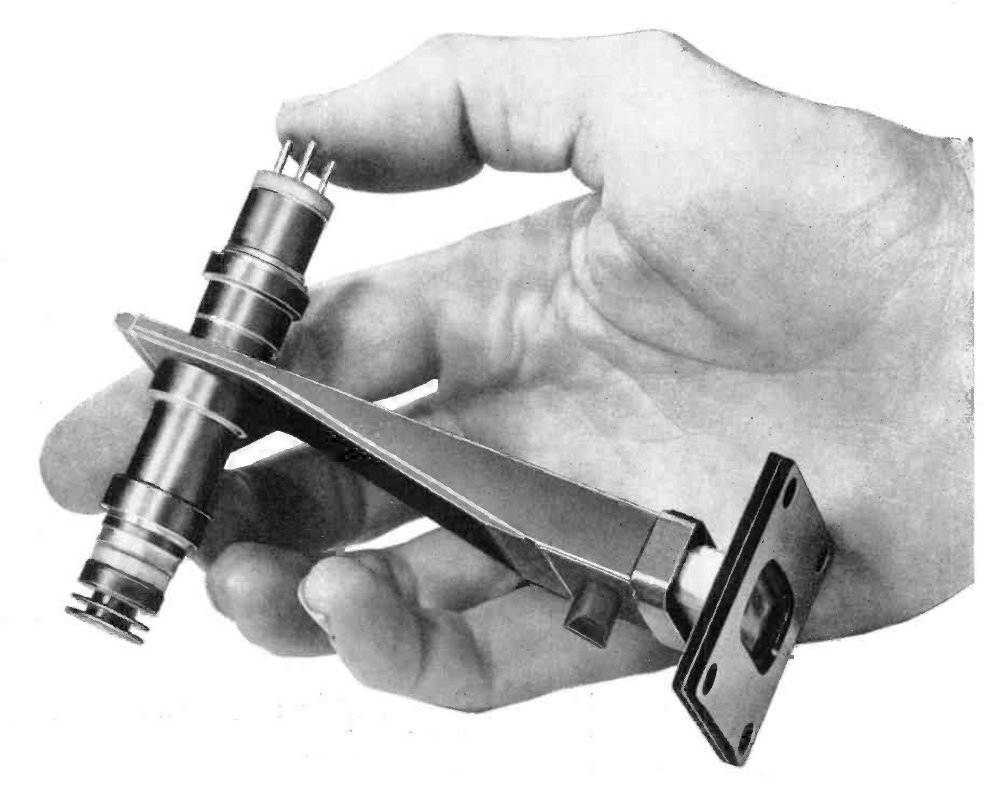
Záró-hullámú oszcillátor vákuumcső, 1956-ból, gyártó Varian Industries.

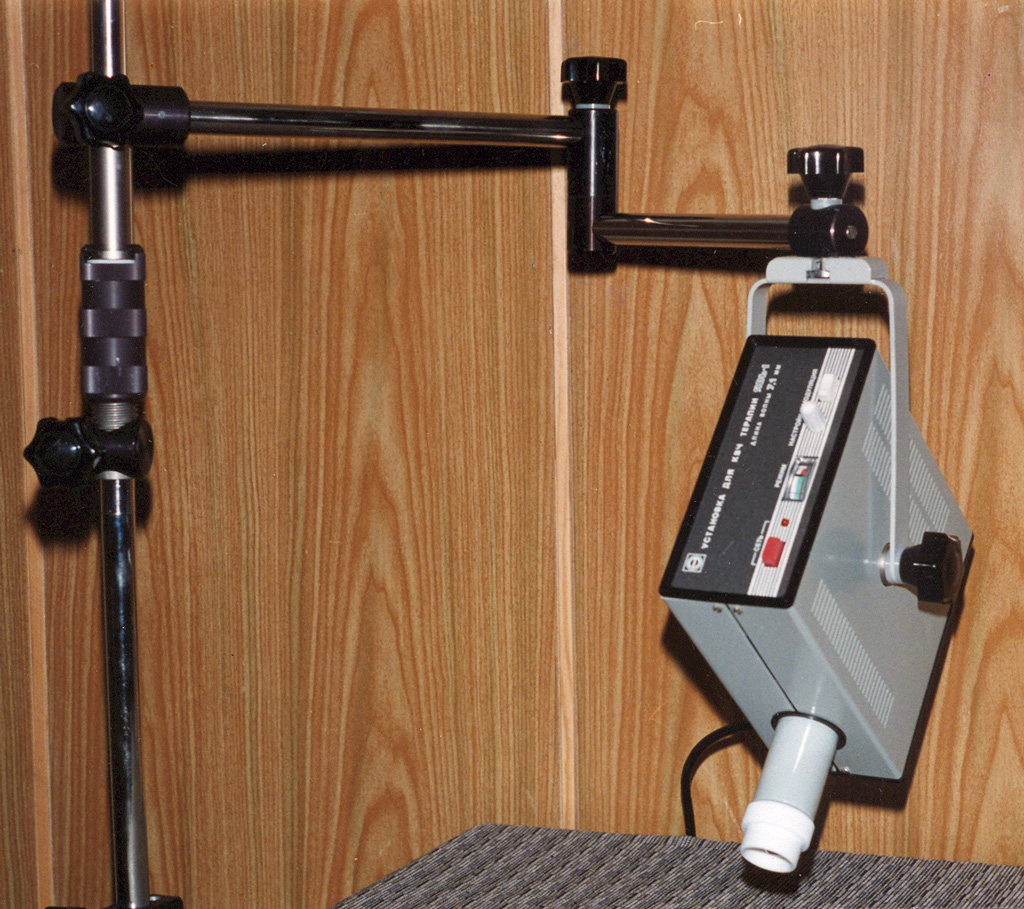
EHF terápiás eszköz, amelyet Golant kutatásai és mások munkája alapján az 1980-as években dolgoztak ki a Yav-1. vagy 2.

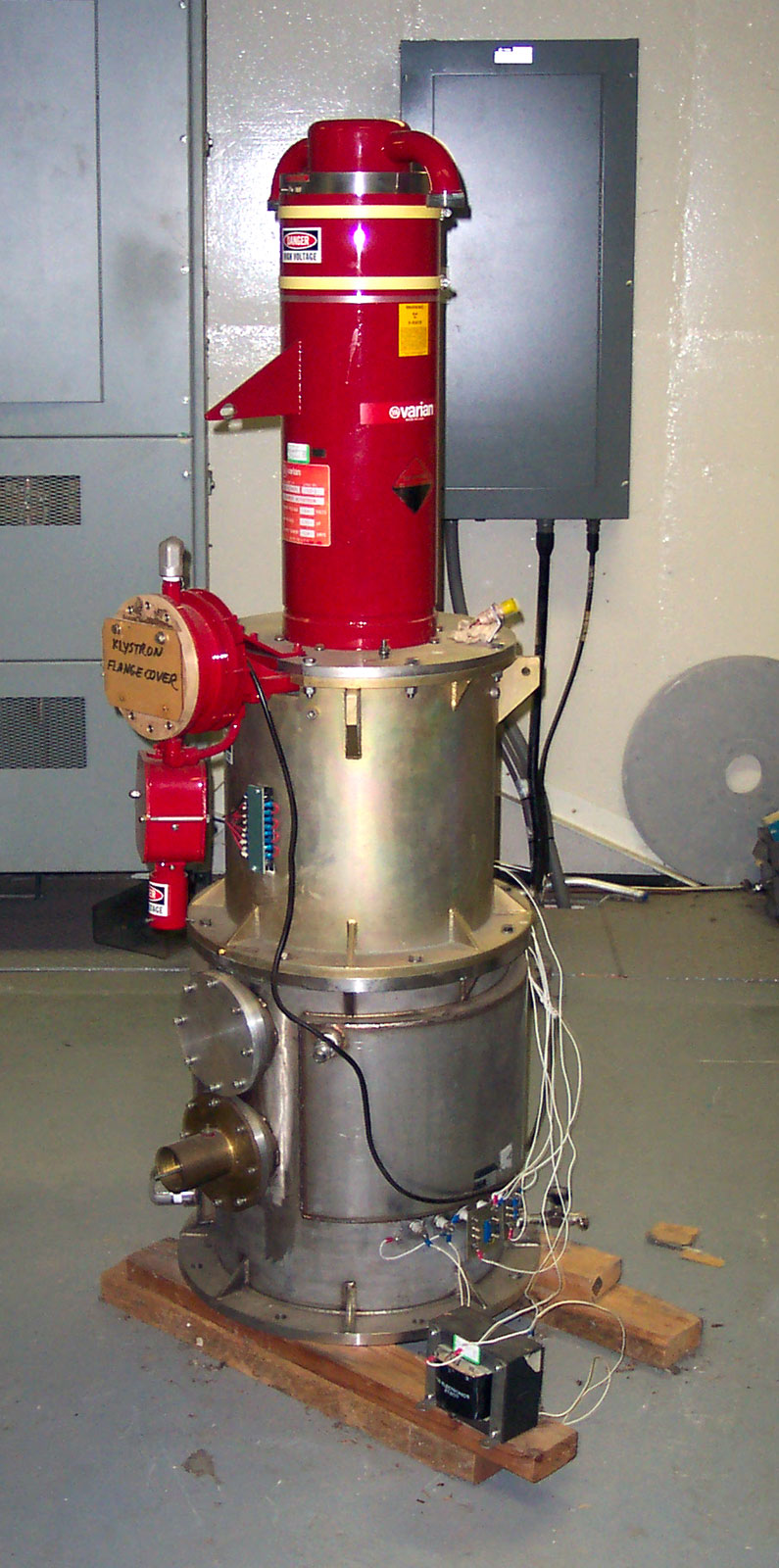
Reflex klisztron

Mihail Golant értelmiségi gyermekeként született Moszkvában, apja, Borisz Golant, élelmiszervegyész; anyja orvos. Testvérei és unokatestvérei is tudományos fokozattal rendelkeznek. Mihail Golant 1940-ben kezdte tanulmányait a Moszkvai Energetikai Intézetben (MEI). Tanulmányait félbeszakította a német invázió miatt 1941-ben, tizennyolc éves korában a katonai behívót követően. Részt vett a Vörös Hadsereg utász katonájaként a náci Németország és a Japán Birodalom elleni harcban 1941–1945 között, ahol három alkalommal is megsebesült.
1946 áprilisában Golant visszatért a Moszkvai Energetikai Intézetbe a leszerelést követően, kitüntetéssel 1951-ben diplomázott. A diploma megszerzése utáni első években Mihail Golant az "Isztok" nevű „tudományos-termelési egyesülés”-nél tevékenykedett és részt vett Nyikolaj Gyevjatkovval a reflex klisztron tervezésében. Elkötelezett tervei között szerepelt a mikrohullámú elektronikai eszközök tervezése, különös tekintettel a záró hullámokra, amelyek lehetővé tették első alkalommal azt, hogy teljesen elzárják a milliméteres és szubmilliméteres koherens sugárforrásokat MW-os szintet.
Golant kutatócsoportja újszerű megközelítéssel alakította ki a záró-hullámú oszcillátort a késő 1950-es és a korai 1960-as években. Bár a félvezetők fejlődése következtében a Golant által tervezett megoldások elavultak, eszközei miatt mégis lehetővé váltak különböző kísérletek és kutatások, melyek a milliméteres és szubmilliméteres hullámokat használták. Golant jól ismert, mint az EHF-terápiás készülékek elméleti alapjainak kifejlesztője.

## Elismerések és díjak

### Katonai
- A Vörös Csillag rend (kétszer)
- Leningrád megvédése érdemérem
- Győzelem Németországban a Nagy Honvédő Háborúban 1941-1945
- Győzelem Japán fölött érdemérem

### Polgári
- Lenin-díj
- Szovjetunió Állami Díja
- Állami Díj Az Oroszországi Föderációért (2000)